# Guernsey
Guernsey (în limba Dgèrnésiais: Guernési, franceză Guernesey) este o dependență a coroanei britanice formată din câteva Insule ale Canalului. Este situată în largul coastelor Normandiei, iar în timpul verii este o destinație agreată de turiști atât francezi cât și englezi. Apărarea și relațiile internaționale sunt asigurate de Regatul Unit dar Guernsey nu face parte din acesta și nici din Uniunea Europeană. Din bailiwickul Guernsey mai fac parte și insulele Alderney, Sark, Herm, Jethou, Brecqhou, Burhou, Lihou și alte insule mai mici.

## Istoric
Insula a fost locuită încă din preistorie, dovadă fiind numeroasele meniruri și dolmenuri ce presărează insula. În timpul migrației bretonilor insulele au fost ocupate de către aceștia și tot ei au introdus creștinismul.
Insulele Canalului fac parte din teritoriile anexate de Ducatul Normandiei în 933 de la Ducatul Bretaniei. William Cuceritorul, Ducele de Normandia, a pretins titlul de Rege al Angliei în 1066 și și-a securizat pretenția prin Cucerirea Normandă a Angliei. În urma conflictelor ulterioare dintre Regele Anglie și Regele Franței, acesta din urmă i-a retras primului titlul de Duce de Normandia în 1204, dar Insulele Canalului au rămas loiale acestuia. Monarhii britanici au retaliat, pretinzând titlul de rege al Franței, pretenție la care au renunțat în 1801. La nici un moment nu s-a pus problema ca insulele canalului să devină partea a Regatului Angliei sau să formeze o uniune asemenea celei cu Regatele Scoției sau al Irlandei. Așadar responsabilitățile feudale au rămas în sarcina Ducelui nominal, inclusiv după ce Regele Angliei a renunțat la acest titlu.
În timpul revoluției engleze Guernsey a fost partizana parlamentului, spre deosebire de Jersey care a fost locul de refugiu al lui Carol al II-lea Stuart care și-a petrecut exilul în Jersey.
Împreună cu Jersey, Insulele Canalului au fost singurele teritorii britanice ocupate de Germania Nazistă în timpul celui de al doilea război mondial, între 1 iulie 1940 și 9 mai 1945. Înainte de ocuparea acestora, un mare număr de copii au fost evacuați în Anglia, iar germanii au făcut deportări ale locuitorilor în lagărele din sudul Germaniei. Pe insula Alderney aceștia au construit un lagăr de muncă forțată cu lucrători din estul Europei. Aceștia au realizat mare parte dintre fortificațiile de pe insulă ce făceau parte din Zidul Atlanticului, Insulele Canalului fiind considerate printre cele mai fortificate teritorii din Europa în timpul celui de al doilea război mondial.

## Geografie

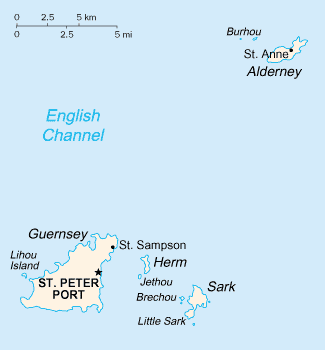
Harta bailiwickului Guernsey

Insula Guernsey este cea mai importantă din arhipelag, având o suprafață de 63 km². Este situată la o distanță de 48 km față de coasta Normandiei și 121 km de Anglia. Cel mai înalt punct de pe insulă are o înălțime de 110m. În partea de sud, relieful se prezintă sub forma unui platou înalt, Haut Pas, iar partea nordică, Bas Pas, este o regiune joasă și nisipoasă.
Insulele se află în Golful Saint Malo, cunoscut pentru mareele de amplitudine foarte mare. Insula Guernsey este conectată de insula alăturată Lihou la maree joasă printr-o cale pietonală. În total, insulele din bailiwickul Guernsey au o suprafață de 78 km² și o lungime a coastei de aproximativ 50 km. Cel mai înalt punct se află pe insula Sark și are 114 m. Insulele Casquets sunt cunoscute pentru farul instalat pe acestea.

## Sistem Politic

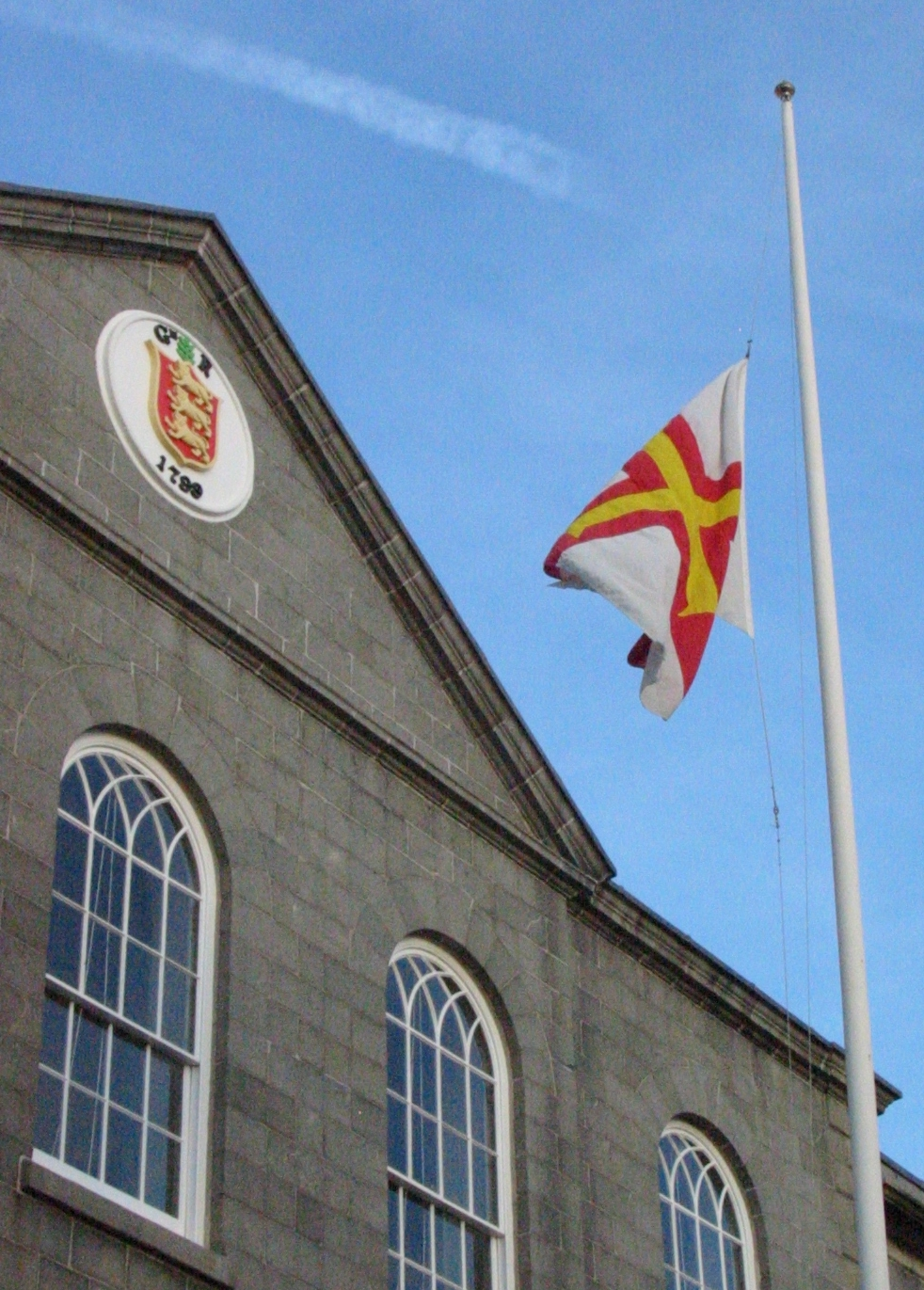
Clădirea Parlamentului bailiwickului Guernsey

Parlamentul bailiwickului Guernsey se numește States of Deliberation sau în mod comun States of Guernsey (franceză États de Guernesey). Este format din 45 membrii aleși la fiecare 4 ani. Insula Alderney, o dependență auto-guvernatoare a bailiwickului trimite doi reprezentanți, dar insula Sark, cealaltă insula auto-guvernatoare nu își trimite reprezentanți (trebuie menționat faptul că aceasta din urmă este ultimul regim feudal din lume). La reuniunile parlamentului participă și doi membrii fără drept de vot, progurorul general și solicitorul general, amândoi fiind numiți de monarh.
Reprezentantul reginei în insulă poartă titlul de Locotenent Guvernator, iar din 2005 postul este ocupat de către Vice-Amiralul Sir Fabian Malbon, un fost comandant al flotei britanice.

## Economia
Sistemul economic în Guernsey este un sistem cu taxe pe venit scăzute și fără taxe pentru bunuri, servicii și câștiguri de capital. Acest lucru a dus la dezvoltarea serviciilor financiare și a asigurărilor, care reprezintă 55% din venitul total al economiei insulei. Turismul, manufactura și horticultura (în special cultivarea tomatelor și a florilor) reprezinta celelalte activități economice, dar ponderea lor în economie a scăzut în ultima perioadă. Guensey este un centru financiar offshore important, dar proximitatea față de Uniunea Europeană face ca aceasta din urmă să încerce să își impună propriile reguli în domeniul afacerilor.
Serviciile publice sunt operate de companii controlate de parlament, cu excepția gazului natural care este distribuit de o companie privată. Pe insulă există două porturi: St Peter Port - capitala și St Sampson's. De asemenea există două aeroporturi, unul pe insula Guernsey și altul pe insula Alderney, unde există și o cale ferată cu o lungime de 5 km.

## Diviziuni administrative
Insula Guernsey este divizată în zece parohii. Fiecare parohie este administrată de o Duzină (Douzaine) cu membrii aleși pe o perioadă de șase ani, doi membrii fiind aleși anual la o reuniune în noiembrie.
| Indice | Parohie           | Populație (2001) | Suprafață (verge) | Suprafață (km²) | Suprafață (mile²) | Hartă                         |
| ------ | ----------------- | ---------------- | ----------------- | --------------- | ----------------- | ----------------------------- |
| 1      | Castel            | 8.975            | 6.224             | 10,200          | 3,938             | Harta parohiilor din Guernsey |
| 2      | Forest            | 1.549            | 2.508             | 4,110           | 1,587             | Harta parohiilor din Guernsey |
| 3      | St Andrew         | 2.409            | 2.752             | 4,510           | 1,741             | Harta parohiilor din Guernsey |
| 4      | St Martin         | 6.267            | 4.479             | 7,340           | 2,834             | Harta parohiilor din Guernsey |
| 5      | St Peter Port     | 16.488           | 4.074             | 6,677           | 2,578             | Harta parohiilor din Guernsey |
| 6      | St Pierre du Bois | 2.188            | 3.818             | 6,257           | 2,416             | Harta parohiilor din Guernsey |
| 7      | St Sampson        | 8.592            | 3.687             | 6,042           | 2,333             | Harta parohiilor din Guernsey |
| 8      | St Saviour        | 2.696            | 3.892             | 6,378           | 2,463             | Harta parohiilor din Guernsey |
| 9      | Torteval          | 973              | 1.901             | 3,115           | 1,203             | Harta parohiilor din Guernsey |
| 10     | Vale              | 9.573            | 5.462             | 8,951           | 3,456             | Harta parohiilor din Guernsey |

## Limba Dgèrnésiais
Dgèrnésiais, Guernésiais sau patois este o versiune a limbii normande vorbită în Guernsey. Este o limbă romanică din familia de limbi d'Oïl. Este mutual inteligibilă cu Limba Jèrriais vorbită in Insula Jersey precum și cu limba normandă vorbită pe continent, în special cu dialectul din peninsula La Hague din Normandia.
Recensământul din 2001 indica un număr de 1.327 persoane (2% din populația totală) care sunt capabile să vorbească limba, din care 70% au o vârstă de peste 64 de ani. Totuși 40% din populație pretinde un anumit nivel de cunoaștere a limbii. În unele școli din insulă, limba este predată ca materie opțională.